# Петар, Дионисије, Андреј, Павле и Христина
Свети мученици Петар, Дионисије, Андреј, Павле и Христина су хришћански светитељи. Петар је био младић, Дионисије угледан грађанин, Андреј и Павле - војници, и Христина - шеснаестогодишња девица. Сви су исповедили храбро име Христово и поднели муке и смрт за име Његово. Неки Никомах, који је са њима би мучен, одрекао се Христа усред мука, и наједном полудео, па је као бесан гризао своје тело и бацао пену на уста док није издахнуо. Пострадали су 250. године.
Српска православна црква слави их 18. маја по црквеном, а 31. маја по грегоријанском календару.